# 药用植物

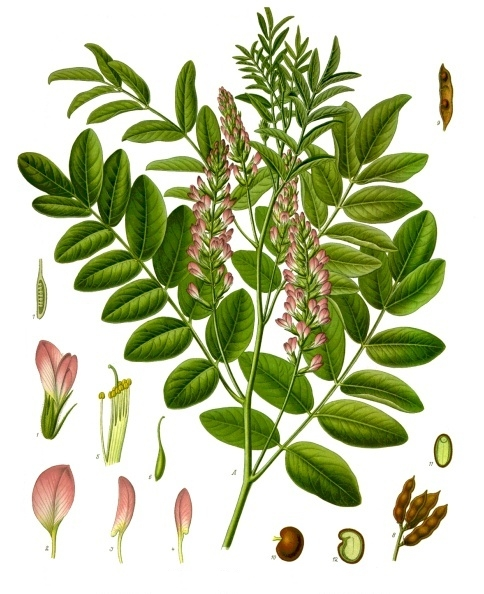
甘草：作为中药用途广泛。

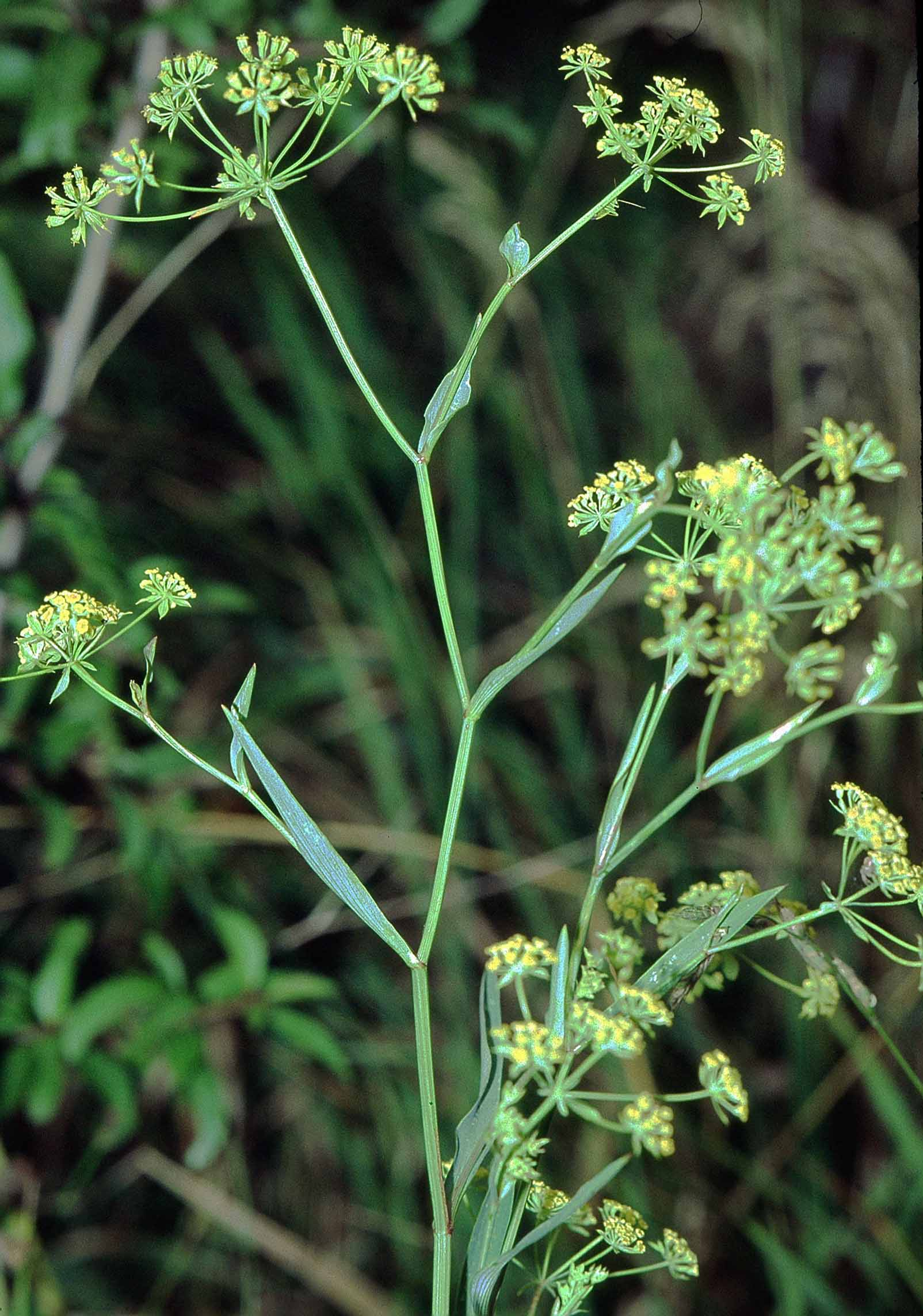
麻黄：其有效成分伪麻黄碱有消炎、抗菌等作用，常见于感冒药。

藥用植物也被稱為草藥、藥草，自史前時代以來一直在傳統醫學實踐中被發現和使用。植物合成了數百種化合物，其功能包括植物抵抗昆蟲，真菌，植物病害和食草哺乳動物。許多植物化學物質具有潛力或確立生物活性已被確定。
最早的草藥歷史記錄是從蘇美爾文明中發現的，那裡有數百種藥用植物，包括鴉片，被列在粘土片上。來自古埃及的埃伯斯紙莎草紙描述了超過850種植物藥物，而迪奧科里斯記錄了超過1000種藥物配方，在“藥物中”使用了600多種藥用植物，形成了大約1500年藥典的基礎。藥物研究利用民族植物學來尋找自然界的藥理活性物質，並以此方式發現了數百種有用的化合物。
這些包括常見藥物阿司匹林、地高辛、奎寧和鴉片。在植物中發現的化合物有很多種，但大多數有四種主要的生化類型：生物鹼、糖苷、多酚和萜烯。
藥用植物廣泛用於非工業化社會，主要是因為它們比現代藥物容易獲得且價格便宜。在2017年，植物藥提取物和藥物的潛在全球市場估計達數千億美元。在許多國家，對傳統醫學的監管很少，但世界衛生組織協調網絡以鼓勵安全合理的使用。藥用植物既面臨普遍威脅，如氣候變化和棲息地破壞，也面臨過度採集以滿足市場需求的具體威脅。
一般认为药用植物是草本植物或一年生植物，如中草药的绝大部分。但事实上药用植物可以分布在植物界的任何一科内，它并不是一种植物学的分类，而是一种遵循人文的分类方法。酵母、苔藓、草、树等各种各样的植物中都有大量的种含有具特殊作用的化学活性成分。

## 歷史

### 史前時代

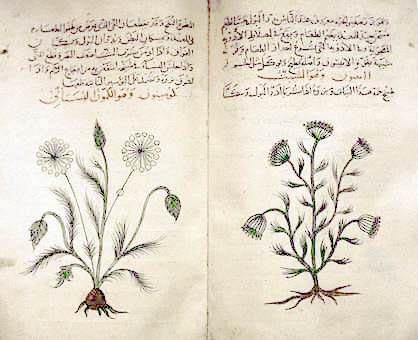
在這裡可以看到。描述了基於600多種植物的約1000種藥物配方。

許多現在被用作烹調草和香料的植物，從史前時期就被用作藥物，但不一定有效。 香料已被部分用於對抗食物腐敗細菌，特別是在炎熱氣候下，特別是在更容易損壞的肉類菜餚中。被子植物（開花植物）是大多數植物藥物的最初來源。人類住區通常被用作草藥的雜草包圍，如异株荨麻、蒲公英和繁缕。人類並不是單獨使用草藥作為藥物：一些動物如非人類靈長類動物、帝王蝶和綿羊在生病時攝取藥用植物。史前墓地的植物樣本是舊石器時代人對草藥知識的證據。例如，在伊拉克北部，一個6萬年前的尼安德特人墓地"Shanidar IV"已經從8種植物中獲得了大量花粉，其中7個現在被用作草藥。冰人奧茨的個人物品中發現了一種藥用真菌，其身體在厄茨塔爾山冰凍了5000多年。藥用真菌可能用於對抗鞭蟲。

### 遠古時代
在古代的蘇美爾地區，數百種藥用植物，包括沒藥和鴉片被列在黏土片上。

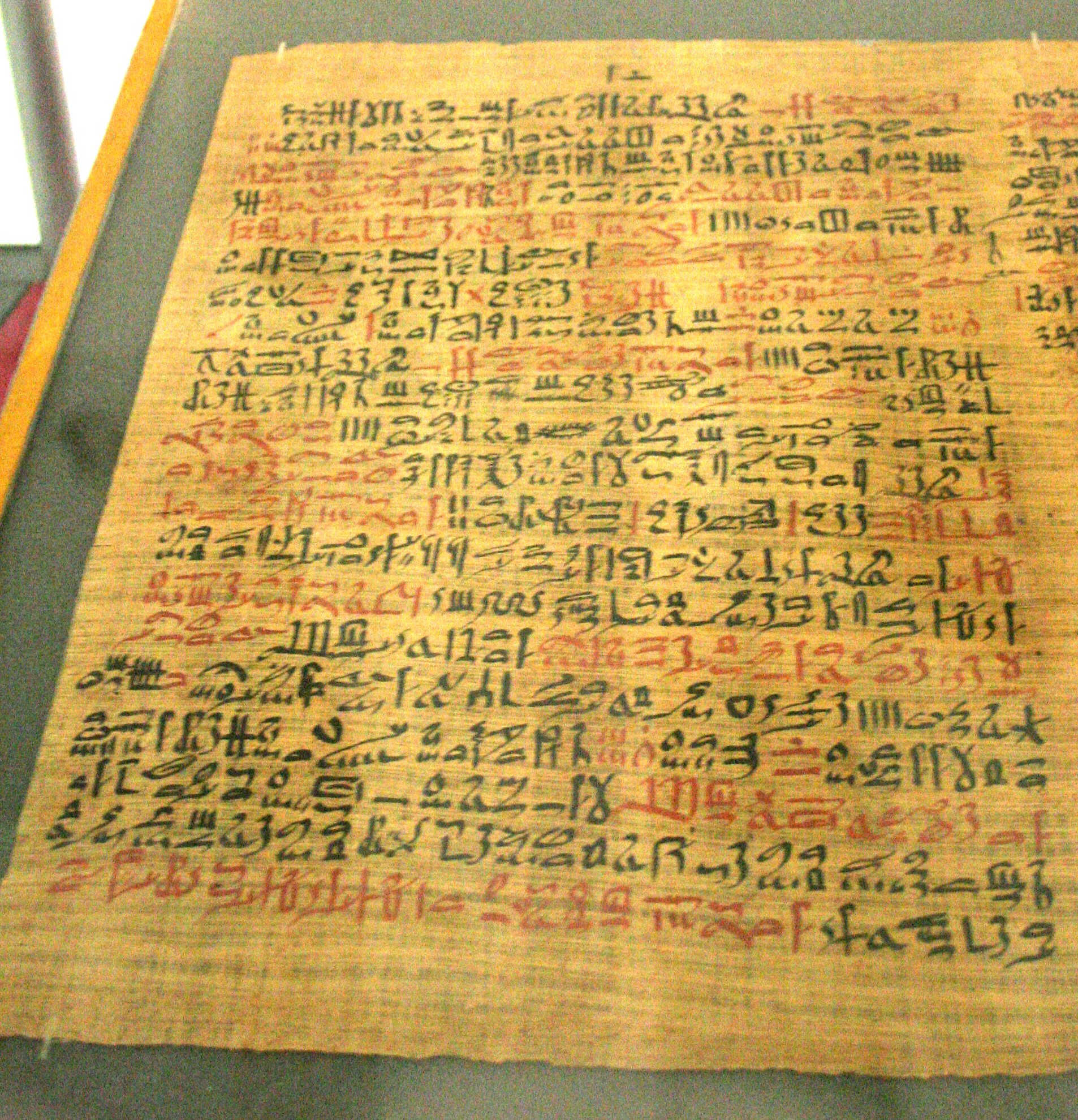
來自古埃及的Ebers Papyrus (c. 1550 BC) 描述了數百種植物藥物的使用。

古埃及紙莎草紙列出了蘆薈、大麻、蓖麻、大蒜、杜松、風茄等800多種植物藥物。從古代到現在，阿闥婆吠陀，里瓦吠陀和埃伯斯紙草文稿中記載的阿育吠陀已經使用了數百種具有藥理活性的藥草和香料，如薑黃，其中含有薑黃素。中國藥典、神農本草經記錄了麻風、麻黃和麻等植物藥。在唐朝的《药性论》中，这个体系得以拓展。在公元前四世紀，亞里士多德的學生泰奧弗拉斯托斯寫了第一本有系統的植物學文本，植物史。在公元一世紀，希臘醫生迪奧科里斯記錄了1000多種藥物配方，使用了藥物論中的600多種藥用植物。 它仍然是關於草藥學的權威性參考，已超過1500年，進入17世紀。

## 植物化學基礎
所有植物都產生化學化合物，這些化合物具有進化優勢，例如防禦食草動物，或者在水楊酸的例子中，作為植物防禦中的激素。這些植物化學物質具有作為藥物的潛力，如果科學證實，這些物質在藥用植物中的含量和已知的藥理活性是它們在現代醫學中使用的科學依據。例如，水仙（Narcissus）含有九組生物鹼，包括加蘭他敏，許可用於治療阿爾茨海默症。生物鹼是苦味和有毒的，並且濃縮在植物的部分，例如最容易被食草動物吃掉的莖; 他們也可以防止寄生蟲。
藥用植物轉錄組學數據庫正在系統化藥用植物的現代知識，該數據庫於2011年為約30種物種的轉錄組提供了序列參考。，藥理學活性的主要種類的植物化學物質如下所述，與包含它們的藥用植物的實例。

### 生物碱
具有生物活性成分的含氮有机化合物。一般具有强烈的效果，许多具有毒性（如麻黄碱等）。许多重要的药物皆是生物碱制品（如茶碱），是现代制药研究的重点。
生物鹼是一種苦味化學物質，在自然界中非常普遍，並且在許多藥用植物中常常有毒。有幾類具有不同作用方式的藥物，包括娛樂和藥物。不同類別的藥物包括阿托品，東莨菪鹼和莨菪鹼（均來自茄科），傳統醫學小蘗鹼（來自植物如小蘗和十大功勞）、咖啡因（咖啡）、可卡因（可口可樂）、麻黃鹼（麻黃）、嗎啡（鴉片罌粟）、尼古丁（煙草）、利血平（ Rauwolfia serpentina）、奎尼丁和奎寧（金雞納樹）、長春胺（小蔓長春花）和長春新鹼（長春花）。

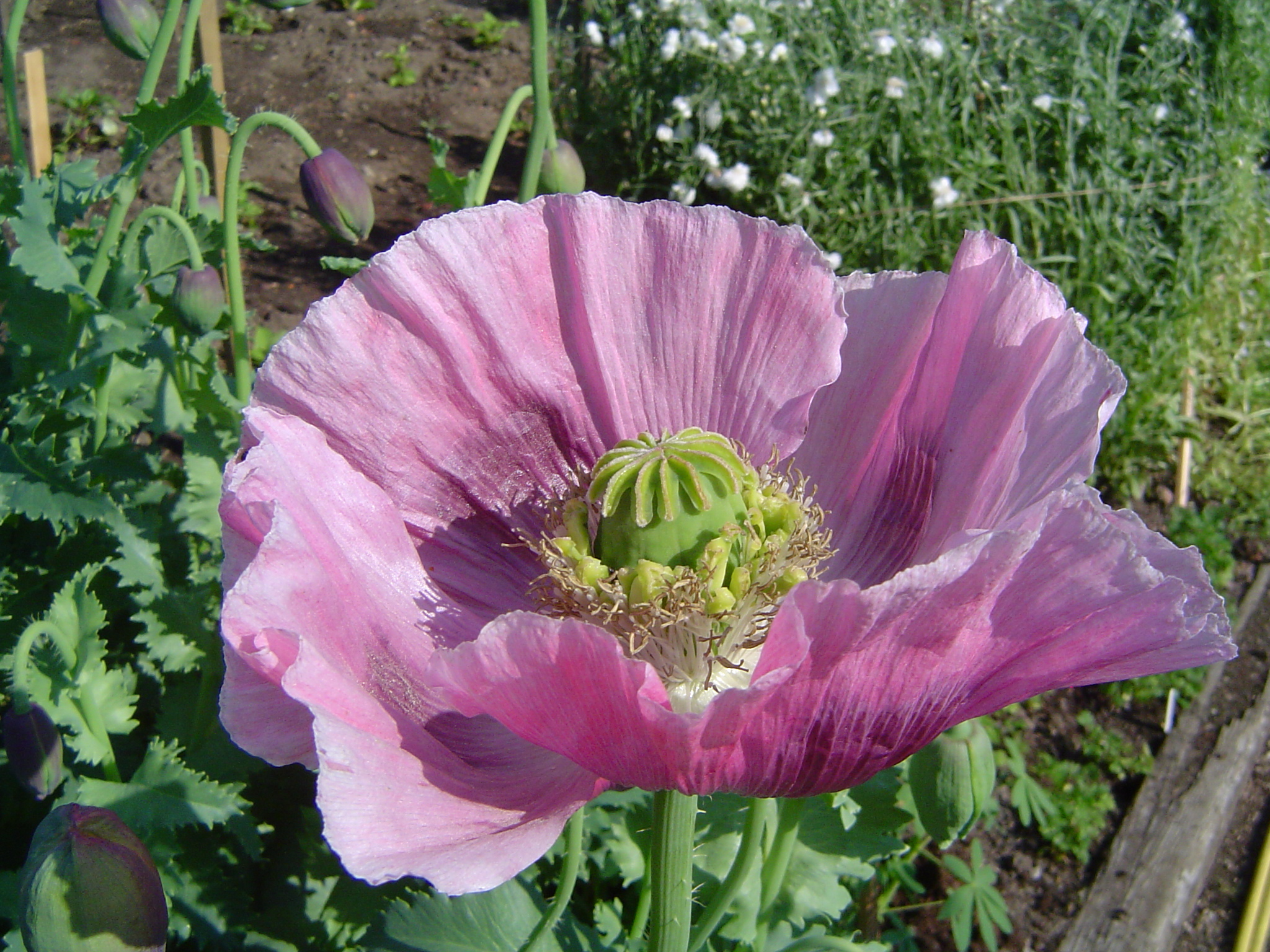
罌粟是生物鹼嗎啡和可待因的來源。
來自煙草的生物鹼尼古丁直接與身體的菸鹼乙酰膽鹼受體結合，從而解釋其藥理作用[31]
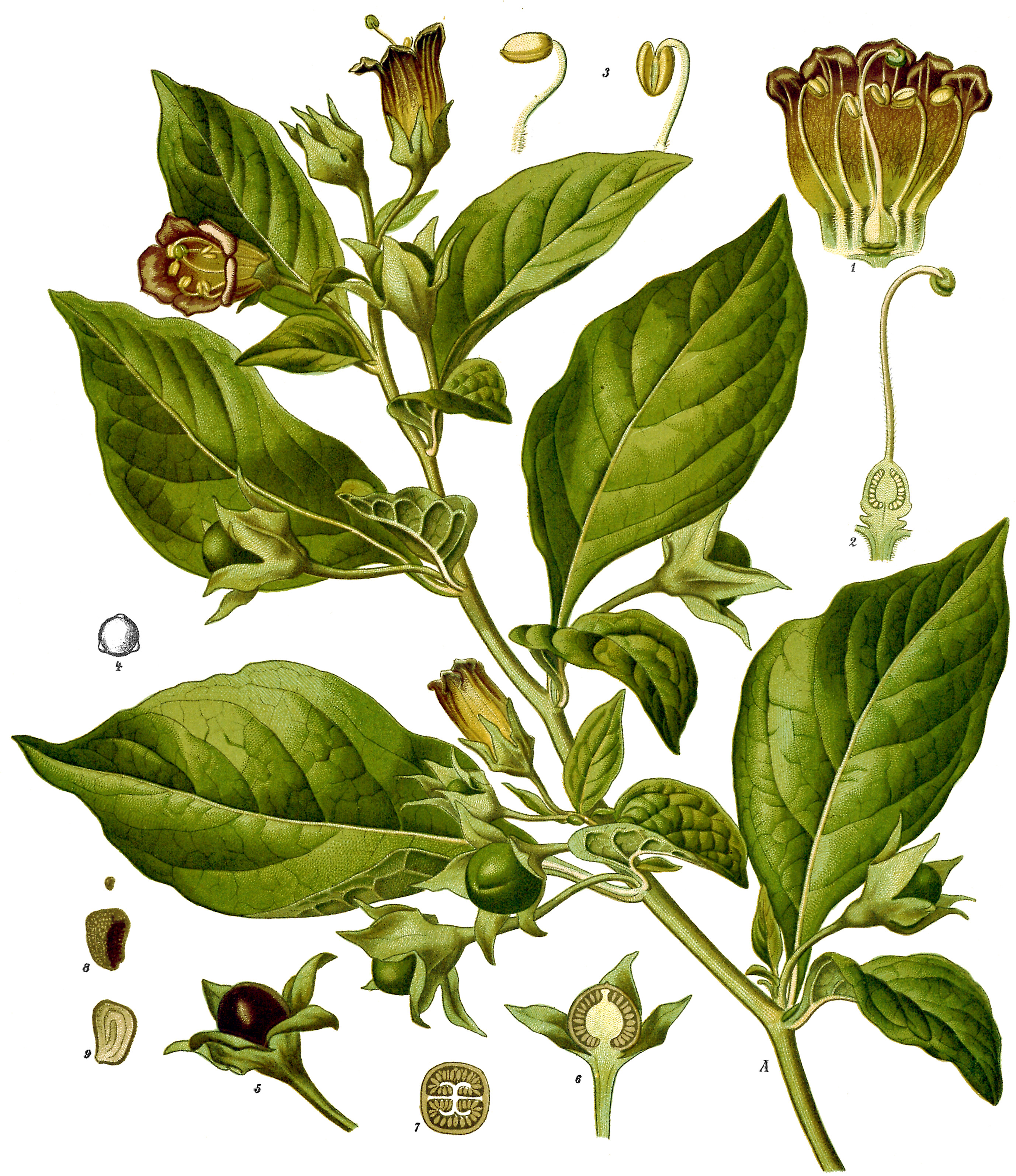
致命的茄屬植物顛茄（Atropa belladonna）產生托烷類生物鹼，包括阿托品，東莨菪鹼和莨菪鹼。

### 苦味物
具有刺激性味道的，可以刺激食欲的各种化合物。

### 酶
植物进行其生物化学反应的有机催化剂，某些可以作用在其他生物。

### 精油
芳香类植物经过蒸馏、有机溶剂和压榨等手段得到的萃取物。

### 树胶
植物受伤时分泌的一种保护性粘性物质，不溶于有机溶液。

### 糖苷
植物的某些物质由某种酶分解后产生的单糖和活性化学基。

### 黏质
与水混合能生成凝胶，能减轻皮肤发炎和过敏的症状。

### 皂素
常具有刺激性或有毒的乳剂糖苷，可以产生类固醇等。

### 单宁
可引起血蛋白凝结的具收敛作用的化合物。

### 維生素和矿物质
各种机体代谢所需的物质，但它们并非催化剂。

## 可药用部位

### 叶
叶是药用植物中具备最广用途的部分。其活性与光合作用必须的叶绿素关系密切。一般来说有斑点的叶片、秋天的叶片由于光学作用减弱，其所含的活性成分也会相应有所降低。人们可以从叶中制备多种药物和香料。
例子：香茅、茶、甜菊、茶樹等。

### 茎
茎是支撑、营养植株的部分，许多药用植物的茎能产生有用的树液，其纤维可以作为布料、绳索和纸的材料。
例子：
蕨类、亚麻等

### 根
根是植物的地下部分。部分植物的块根含有高浓度的活性化合物。
例子：人参、土茯苓、红门兰等

### 花
开花植物的生殖器官。一些种的花可以食用或榨油等。
例子：金盏花、红花、菊花等

### 种子、浆果和坚果
许多植物的种子具有很高的含油量，可压榨后取得。一些种子可以作为香料，另一些所含的活性成分则可以用作兴奋剂等。
例子：橘皮、冬瓜、杏仁等

### 树皮、木材和树脂
例子：檀香、樟脑等。

### 精油
芳香植物的萃取物，多有防腐、保护等作用。
例子：没药、薄荷等。

## 相关医学
- 中药
- 西方古药草学
- 现代草药学
- 美洲巫医
- 顺势疗法

## 藥用植物的使用形式
在中世紀的植物中，現代有以下方法。
- 以植物形式使用的方法[32]
- 使用簡單處理的方法（生藥）[32]
- 用作提取劑的方法[32]

例如，中醫。日本銀杏也被用作日本以外的準備。
- 提取和分離僅活性成分使用作為一個城市製劑的方法[32]

例如，洋地黃毒苷、小蘗鹼、可待因、嗎啡等。
- 在進一步改變化學結構後，通過提取成分並按原樣使用它們的方法[32]

例如，類固醇激素如可的松是基於薯蓣皂苷配基製備的。

## 其它用途

### 烹饪
将药用植物作为食材加入在烹饪过程中。作为调味料、装饰、或达到食疗的目的。

### 装饰
将药用植物的一部分或萃取物固定或作为人体彩绘的原料。

### 抗虫害
一些药用植物可以作为天然的驱虫剂，如香茅。

## 威脅
如果從野外採集藥用植物而不是種植，它們受到一般和特定的威脅。一般威脅包括氣候變化和棲息地對發展和農業的損失。一個具體的威脅是過度收集以滿足不斷增長的藥品需求。一個例子就是紫杉醇有效性公佈後不久，太平洋紫杉野生種群的壓力。這些威脅可以通過種植一些藥用植物來解決，或通過認證系統來實現野生採集的可持續性。

## 外部連結
- 草药图典（A+医学百科) （页面存档备份，存于）（简体中文）
- 藥用植物圖像數據庫 Medicinal Plant Images Database （页面存档备份，存于） 香港浸會大學中醫藥學院 (中文, 英文)
- 中藥標本數據庫 Chinese Medicine Specimen Database （页面存档备份，存于） 香港浸會大學中醫藥學院 (中文, 英文)
- 中草藥化學圖像數據庫 Phytochemical Image Database （页面存档备份，存于） 香港浸會大學中醫藥學院 (中文, 英文)
- 中藥材圖像數據庫 Chinese Medicinal Material Images Database （页面存档备份，存于） 香港浸會大學中醫藥學院（中文）（英文）
- 中藥方劑圖像數據庫 Chinese Medicine Formulae Images Database （页面存档备份，存于） 香港浸會大學中醫藥學院 (中文, 英文)
- 中醫藥趣味練習 Chinese Medicine Game-based Exercise （页面存档备份，存于） 香港浸會大學中醫藥學院（中文）（英文）
- 《香港中藥材標準》網上檢索系統 Hong Kong Chinese Materia Medica Standards (HKCMMS) （页面存档备份，存于） 中國香港特別行區政府.衛生署.中醫藥規管辦公室（中文）（英文）